# Tchitchao Tchalim
Tchitchao Tchalim est un avocat togolais. Il a été ministre togolais de la Justice de 2011 à 2014
,,,,.